# Depotprüfung
Die Depotprüfung ist im Bankwesen die Prüfung der Ordnungsmäßigkeit des Wertpapierdepotgeschäfts von Kreditinstituten durch Wirtschaftsprüfer.

## Allgemeines
Das Wertpapierdepotgeschäft ist gemäß § 1 Abs. 1 Nr. 5 KWG ein Bankgeschäft, das in der Verwahrung und Verwaltung von Wertpapieren für Bankkunden besteht. Wertpapiere, insbesondere Effekten, werden von Bankkunden den Kreditinstituten als besondere Vermögenswerte anvertraut und sind aus der Bankbilanz nicht ersichtlich, weil diese Finanzinstrumente im Eigentum der Bankkunden stehen. Sie sind auf besonderen Bankkonten, den Wertpapierdepots, verbucht. Um hier zu Vermögensschäden führende irrtümliche Fehlbuchungen oder auch vorsätzlichen Vermögensdelikten vorzubeugen, hat sich der Gesetzgeber entschieden, das Depotgeschäft der Kreditinstitute in jedem Geschäftsjahr einer besonderen Prüfung durch Wirtschaftsprüfer unterziehen zu lassen. Das sind im Regelfall diejenigen Wirtschaftsprüfer, die nach § 29 Abs. 1 KWG auch den Jahresabschluss des Kreditinstituts prüfen. 

## Rechtsfragen
Rechtsgrundlage ist § 29 Abs. 2 KWG. Danach hat bei Kreditinstituten, Zweigniederlassungen im Sinne des § 53b KWG und Zweigstellen im Sinne des § 53 KWG mit Depotgeschäft der Wirtschaftsprüfer dieses Geschäft besonders zu prüfen, soweit es nicht nach § 89 Abs. 1 Satz 2 WpHG zu prüfen ist. Diese Prüfung hat sich auch auf die Einhaltung des § 67a Abs. 3 AktG und des § 67b AktG – jeweils auch in Verbindung mit § 125 Abs. 1, 2 und 5 AktG über Mitteilungspflichten und des § 135 AktG über die Ausübung des Depotstimmrechts zu erstrecken. 
Bei Instituten, die das Depotgeschäft oder das eingeschränkte Verwahrgeschäft betreiben, ohne Wertpapierdienstleistungsunternehmen im Sinne des § 2 Abs. 10 WpHG zu sein, hat der Prüfer die Einhaltung der Vorschriften des Depotgesetzes sowie der Bestimmungen des § 67a Abs. 3 AktG, des § 67b AktG – jeweils auch in Verbindung mit § 125 Abs. 1, 2 und 5 AktG und des § 135 AktG – einmal jährlich zu prüfen (§ 66 Prüfungsberichtsverordnung, PrüfbV).
Kreditinstitute haben die Bankenaufsicht (Bundesanstalt für Finanzdienstleistungsaufsicht, BaFin) und die zuständige Landeszentralbank unverzüglich von der erstmaligen Aufnahme des Depotgeschäfts oder dessen Wiederaufnahme nach zwischenzeitlicher Beendigung des Depotgeschäfts und den Abschluss der letzten Depotprüfung zu unterrichten. Sparkassen und Kreditgenossenschaften haben die Mitteilung über ihren Bankenverband  einzureichen. In dieser Verwaltungsvorschrift sind detaillierte Anordnungen für Kreditinstitute im Hinblick auf die Depotprüfung enthalten. 

## Umfang
Neben der Prüfung des Depotgeschäfts hat sich die Depotprüfung unter anderem auch auf die Einhaltung aktienrechtlicher Vorschriften zu erstrecken. Diese betreffen die Mitteilungspflichten einer Aktiengesellschaft über Unternehmensereignisse gemäß Art. 1 Nr. 3 Verordnung (EU) 2018/1212 Durchführungsverordnung vom 3. September 2018 zur Festlegung von Mindestanforderungen zur Umsetzung der Bestimmungen der Richtlinie 2007/36/EG des in Bezug auf die Identifizierung der Aktionäre, die Informationsübermittlung und die Erleichterung der Ausübung der Aktionärsrechte (§ 67a AktG), die Weitergabe dieser Informationen durch das Kreditinstitut (§ 67b AktG), den Termin der Hauptversammlung nach § 125 AktG und die Ausübung des Stimmrechts durch das Institut (§ 135 AktG). Die Depotprüfung ist der Bankenaufsicht gesondert vom Bericht über die Jahresabschlussprüfung zu erstatten.
Ist ein Kreditinstitut als Verwahrstelle nach § 84 Abs. 3 WpHG in Verbindung mit § 68 Abs. 2 KAGB für Investmentgesellschaften tätig, so ist über das Ergebnis der Prüfung dieser Tätigkeit in einem gesonderten Abschnitt zu berichten (§ 69 PrüfbV).    